# Leopold Damrosch
Leopold Damrosch (ur. 22 października 1832 w Poznaniu, zm. 15 lutego 1885 w Nowym Jorku) – amerykański dyrygent, skrzypek i kompozytor pochodzenia niemieckiego. 

## Życiorys
Ukończył studia medyczne na Uniwersytecie Berlińskim (1854), wbrew woli rodziców porzucił jednak zawód lekarza i poświęcił się muzyce. Uczył się u Huberta Riesa, Siegfrieda Dehna i Karla Böhmera. W 1857 roku, z polecenia Ferenca Liszta, objął posadę skrzypka na dworze w Weimarze. Od 1858 roku przebywał we Wrocławiu, gdzie działał jako dyrygent. W 1860 roku odbył tournée koncertowe po Niemczech z Hansem von Bülowem i Karolem Tausigiem, a w latach 1860–1871 dyrygował wrocławskim Philharmonische Gesselschaft.
W 1871 roku wyjechał do Nowego Jorku, gdzie w 1873 roku założył i prowadził do śmierci Oratorio Society. W latach 1876–1877 był dyrektorem muzycznym i dyrygentem Filharmonii Nowojorskiej. W 1878 założył orkiestrę New York Symphony Society, z którą występował w wielu miastach amerykańskich, propagując muzykę Wagnera i Liszta. W sezonie 1884–1885 dyrygował operą niemiecką w Metropolitan Opera.
Komponował symfonie, kantaty, koncerty skrzypcowe, utwory chóralne i pieśni, nie odniósł jednak jako kompozytor większego sukcesu, a jego utwory pod względem muzycznym nie mają większej wartości. Był żonaty ze śpiewaczką Helene von Heimburg (1835–1904). Miał z nią dwóch synów, Franka i Waltera.